# Easy Lover (песня Майли Сайрус)
«Easy Lover» — песня, записанная американской певицей Майли Сайрус из её девятого студийного альбома Something Beautiful. Она также была выпущена в качестве промо-сингла из альбома. Майли написала песню вместе с Майклом Поллаком, Райаном Теддером и Омером Феди, а продюсировала её вместе с Поллаком, Шоном Эвереттом и Джонатаном Радо. «Easy Lover» стала доступна 30 мая 2025 года как шестой трек альбома. В тот же день состоялась премьера музыкального клипа, снятого Майли Сайрус, Джейкобом Биксенманом и Бренданом Уолтером.

## История
Майли Сайрус изначально написала песню «Easy Lover» для своего седьмого студийного альбома Plastic Hearts (2020), но поскольку песня не получилась такой, как она хотела, её исключили из альбома. Спустя несколько лет американская певица и автор песен Бейонсе предложила Сайрус поучаствовать в записи её кантри-альбома Cowboy Carter (2024). В ответ Сайрус прислала Бейонсе песни «Easy Lover» и «II Most Wanted» (первоначально называвшуюся «Shotgun Rider»), и в итоге была выбрана вторая.
Перед выпуском альбома Something Beautiful (2025) Сайрус переработала песню «Easy Lover», чтобы включить её в альбом, и пригласила Бриттани Ховард, которая сыграла на электрогитаре.

## Релиз
В марте 2025 года Сайрус анонсировала визуальный альбом Something Beautiful, после чего в рамках его промо-кампании были выпущены музыкальные клипы. 19 мая она раскрыла список композиций альбома и поделилась 23-секундным фрагментом шестой песни под названием «Easy Lover». Песня была представлена в других случаях, в том числе в качестве фоновой музыки для трейлера сопутствующего музыкального фильма к альбому, также названного Something Beautiful (2025). Незадолго до выпуска альбома Майли Сайрус исполнила «Easy Lover» вживую на закрытых мероприятиях, в том числе на специальном концерте, организованном TikTok в отеле Шато Мармон, и на вечеринке для поклонников в баре 3 Dollar Bill.
Альбом Something Beautiful был выпущен 30 мая 2025 года, в него вошла песня «Easy Lover» в качестве шестого трека. Музыкальное видео на эту песню было представлено в тот же день; его режиссёрами выступили Сайрус, Джейкоб Биксенман и Брендан Уолтер.

## Композиция
Музыкальные критики классифицировали «Easy Lover» как поп-песню, поп-рок и софт-рок, с элементами блюза и кантри. Она построена на быстром ритме, который Ханна Дэйли из Billboard описала как «грувовый», в ней преобладают бас-гитара и гитара. Несколько рецензентов заметили сходство между стилями «Easy Lover» и кантри-альбомом Майли Сайрус Younger Now (2017). Роб Шеффилд из Rolling Stone написал, что песня близка к «расслабленной атмосфере» британско-американской рок-группы Fleetwood Mac. Другие критики сравнивали её с диско-исполнителями: Ройсин О’Коннор из The Independent нашла в ней отголоски звучания шведской группы ABBA, а Эд Пауэр из The Irish Times сравнил её с «диско-апокалиптической энергией» ямайской певицы Грейс Джонс.

## Отзывы
Линдси Хейвенс из Billboard назвала «Easy Lover» третьей лучшей песней из альбома Something Beautiful.
Журнал Rolling Stone назвал эту песню одной из лучших песен недели, в которую она была выпущена. Сал Чинквемани из Slant Magazine высоко оценил припев песни и сказал, что он «заставляет [слушателя] подпевать». О’Коннор похвалил инструментальное участие Пино Палладино на басу и Сары Уоткинс на скрипке.
С другой стороны, Мэдисон Блум из Pitchfork назвал его «еще одним отбросом Бруно Марса» и описал как «референциальный, безынтересный и, по сути, просто перестановку фрагментов, которые не совсем подходят для новой конфигурации».

## Чарты
| Чарт (2025)                         | Высшая позиция |
| ----------------------------------- | -------------- |
| Канада (Billboard Canadian Hot 100) | 60             |
| Мир (Billboard Global 200)          | 79             |
| Ирландия (IRMA)                     | 57             |
| Новая Зеландия (RMNZ)               | 5              |
| Великобритания (OCC UK Singles)     | 64             |
| США (Billboard Hot 100)             | 82             |